# 梳跗夜蛾属
梳跗夜蛾属（学名：Anepia）是夜蛾科下的一个属。

## 下属物种
本属包括以下物种：
- 克梳跗夜蛾 Anepia christophi (Moschler)